# Phasia ecitonis
Phasia ecitonis là một loài ruồi trong họ Tachinidae.